# Llanos de Alba
Llanos de Alba es una localidad española perteneciente al municipio de La Robla, en la provincia de León, comunidad autónoma de Castilla y León. 
Situado al margen oeste (a favor) del río Bernesga.
Los terrenos de Llanos de Alba limitan con los de Peredilla al norte, Puente de Alba y Alcedo de Alba al noreste, La Robla al este, Cascantes de Alba y La Seca de Alba al sur, Olleros de Alba y Sorribos de Alba al oeste, y Nocedo de Gordón y Los Barrios de Gordón al noroeste.
Perteneció al antiguo Concejo de Alba.

## Patrimonio
- Castillo de Alba, fortaleza construida en el siglo IX por el rey Alfonso III de Asturias.